# Populus violascens
Populus violascens är en videväxtart som beskrevs av Dode. Populus violascens ingår i släktet popplar, och familjen videväxter. Inga underarter finns listade i Catalogue of Life.